# Ivan Sisinger
Ivan Sisinger, slovenski politik, poslanec in strojni ključavničar, * 24. september 1934, † 30. marec 2009
Bil poslanec v Državnem zboru Republike Slovenije, prvi predsednik DeSUS, predsednik sveta Zavoda za Pokojninsko in invalidsko zavarovanje Slovenije (izv. 2005), predsednik sveta Javnega zavoda za zaščitno in požarno reševanje Maribor ter mariborski svetnik z Neodvisne liste gasilcev (izv. 2006).
Umrl je po krajši bolezni, pokopan je na limbuškem pokopališču.

## Državni zbor
Bil je prvi predsednik Demokratične stranke upokojencev Slovenije. Leta 1992 je bil izvoljen v 1. državni zbor Republike Slovenije; v tem mandatu je bil član naslednjih delovnih teles:
- Komisija za peticije,
- Komisija za lokalno samoupravo,
- Odbor za obrambo in
- Odbor za zdravstvo, delo, družino in socialno politiko.

Leta 1993 je izstopil iz poslanske skupine ZLSD.